# Matale (district)

Situation du district de Matale.

Le district de Matale (singhalais : මාතලේ දිස්ත්‍රික්කය, tamoul : மாத்தளை மாவட்டம்) est un des vingt-cinq districts du Sri Lanka. C'est un des districts de la province du Centre.

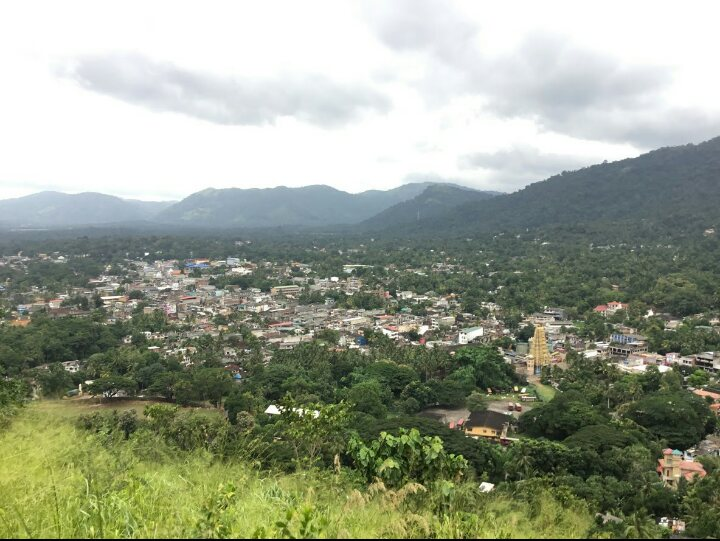
Panroma de la ville de Matale